# フォッセム条約
フォッセム条約（フォッセムじょうやく、ドイツ語: Vertrag von Vossem、フランス語: Traité de Vossem）は、1673年6月6日に締結された、フランス王国とブランデンブルク＝プロイセンの間の条約。これは単独講和条約として、仏蘭戦争におけるブランデンブルクのオランダへの支援を終了させた。名称はフランデレン地方、テルヴューレン近郊のフォッセムにちなむ。

## 背景

### 仏蘭戦争開戦まで

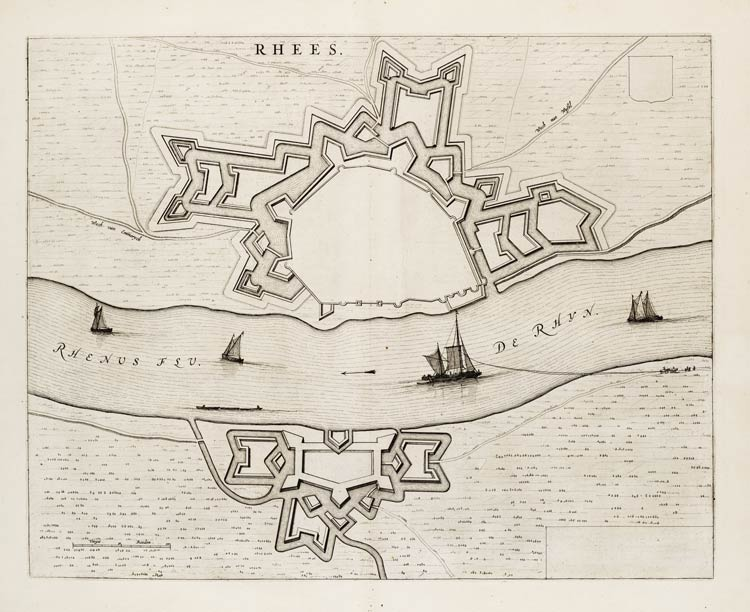
レース要塞の地図、1651年。

フランスへの対抗として1668年に結成されたイングランド王国、スウェーデン帝国、ネーデルラント連邦共和国の三国同盟だったが、1670年のドーヴァーの密約により早くも解体した。イングランドとスウェーデンはフランス側に鞍替えした。マクシミリアン・ハインリヒ・フォン・バイエルンのケルン選帝侯領やクリストフ・ベルンハルト・フォン・ガレンのミュンスター司教領を始めとする複数のドイツ諸侯もフランスと秘密条約によって結ばれており、同国と同盟した。他の領邦は、神聖ローマ帝国の一部に対するフランスの要求に敢えて対抗しなかったのである。こうしてオランダの同盟者はブランデンブルク選帝侯フリードリヒ・ヴィルヘルムしかおらず、両国は1672年4月26日に同盟した。その裏にはオランダの将軍兼プロイセン領クレーヴェ総督であるヨハン・マウリッツ・ファン・ナッサウ＝ジーゲンの暗躍があった。フリードリヒ・ヴィルヘルムはオランダからの資金援助と引き換えに、兵力2万人をもって同国を支援するよう約束した。彼は神聖ローマ皇帝レオポルト1世の支持も得た。しかし、とりわけ宮廷顧問官会議議長ヴェンツェル・オイゼビウス・フォン・ロプコヴィッツが自身をフランスに味方させようと試みていたため、レオポルト1世の態度は定まらなかった。
すでに1670年から不当にロレーヌ公国を占領していたフランスは、時機が到来したとみて仏蘭戦争開戦に踏み切った。フランス軍はユトレヒト州、ヘルダーラント州、オーファーアイセル州を占領し、アムステルダムさえも脅かされたのである。

### 1672年の戦役
フリードリヒ・ヴィルヘルムがハルベルシュタットで戦備を整えて待機し、帝国軍との合流を待ったが、ライモンド・モンテクッコリ率いる帝国軍は1万7千人しかいない上に緩慢にしか進まなかった。このように戦力は乏しかったものの、フリードリヒ・ヴィルヘルムはこれでドイツを荒らしまわっているフランス軍を追い出せると確信していた。しかしモンテクッコリはモーゼル川に進んでフランス軍の補給線を切断することを要求、フリードリヒ・ヴィルヘルムも折れるしかなかった。するとマインツ選帝侯、トリーア選帝侯、プファルツ選帝侯がフランス軍を恐れて帝国軍の通過を拒否した。帝国軍は長い迂回路を経由してライン川に到着する他なかったが、テュレンヌ子爵とコンデ公の軍勢に対抗できないという懸念から進軍を停止したため、何の成果も出せないまま冬営に入った。

## 1673年の講和
フリードリヒ・ヴィルヘルムは、その間にヴェストファーレンの領地が敵軍に占領されたことを知った。レオポルト1世には見捨てられ、オランダもブランデンブルク軍の実質的な援助を得られなかったため資金援助を拒否した。その結果、フリードリヒ・ヴィルヘルムはやむを得ずフランスとフォッセム条約の締結を決意した。彼はオランダにこれ以上肩入れしないことを約束したが、フランスが神聖ローマ帝国を攻撃する場合にはこれを防衛するとした。フランスはヴェーゼル要塞、リップシュタット、レースの要塞を除いてクレーフェ公国、ミンデン侯領、マルク伯領、ラーヴェンスベルク伯領の全ての占領地から撤退しなくてはならなかった。さらに同国はフリードリヒ・ヴィルヘルムに80万リーブルの支払いも約束したが、結局支払うことはなかった。

## 1674年の再戦
1674年夏、テュレンヌがプファルツ選帝侯領に侵攻したため帝国議会はフランスを帝国の敵と宣告することを余儀なくされ、8月23日にはブランデンブルク選帝侯の派遣軍が神聖ローマ帝国軍に配備された。これによりフランスはスウェーデンを唆して1674年12月25日にブランデンブルクに侵攻させた。